# Electra posidoniae
Electra posidoniae is een mosdiertjessoort uit de familie van de Electridae. De wetenschappelijke naam van de soort is voor het eerst geldig gepubliceerd in 1954 door Gautier. Het groeit uitsluitend op zeegrassen, meestal op Posidonia oceanica maar af en toe ook op groot zeegras (Zostera marina).

## Omschrijving
Electra posidoniae is een witte mosdiertje die kolonies van zooïden op de bladeren van zeegrassen vormt. De kolonies bestaan uit onregelmatig vertakte linten die gevormd zijn uit een enkele laag zooïden, tot vier zooïden breed, netjes gerangschikt in evenwijdige rijen langs de lengte van het blad. De kolonies kunnen 10 cm lang worden; ze zijn slecht verkalkt waardoor de kolonie flexibel is en in staat is om te buigen als het blad in het water beweegt. Deze soort zou kunnen worden verward met het harig mosdiertje (Electra pilosa), die ook in de Middellandse Zee groeit, maar die soort groeit meestal in stervormige kolonies die er ruw of borstelig uitzien.